# 姚氏絲鰭鱈
姚氏絲鰭鱈，為輻鰭魚綱鱈形目稚鱈科的其中一種，分布於東南太平洋薩拉戈麥斯島海域，深度545-600公尺，為深海底棲性魚類，體長可達19.1公分，棲息在底層水域，生活習性不明。

## 扩展阅读
維基物種上的相關：姚氏絲鰭鱈